# 伊萬·佩特林
伊万·佩特林（俄语：Иван Петлин，十七世纪），沙皇米哈伊尔·费奥多罗维奇时期托木斯克的西伯利亞哥薩克，第一位由俄罗斯官方派往中国的特使，1620年他编撰了《關于中國、喇嘛國和其他國土、游牧地區與兀魯思，以及大鄂畢河和其他河流、道路等情況之報告》（中国、蒙古见闻记）与一幅地图。虽然一些历史学家质疑其到访中国的真实性，如卡拉姆津认为这幅图是托·彼得罗夫（1567年到访蒙古高原的探险家）相关地图的改写版，但据中国现代学者的研究，其确实在明朝万历年间到访了中国。
1618-1619年，他率团经过外喀尔喀和托辉特部（阿拉坦汗）、扎萨克图汗部，穿过戈壁，在土默特部曼齐喀图王妃的帮助下，跨越长城到达北京，收到了明朝万历帝给予的《国书》，其语义不通之处是因为所谓「国书」实际上是颁发给顺义王所属诸部的贸易凭证（敕書）。